# Enrique Granados

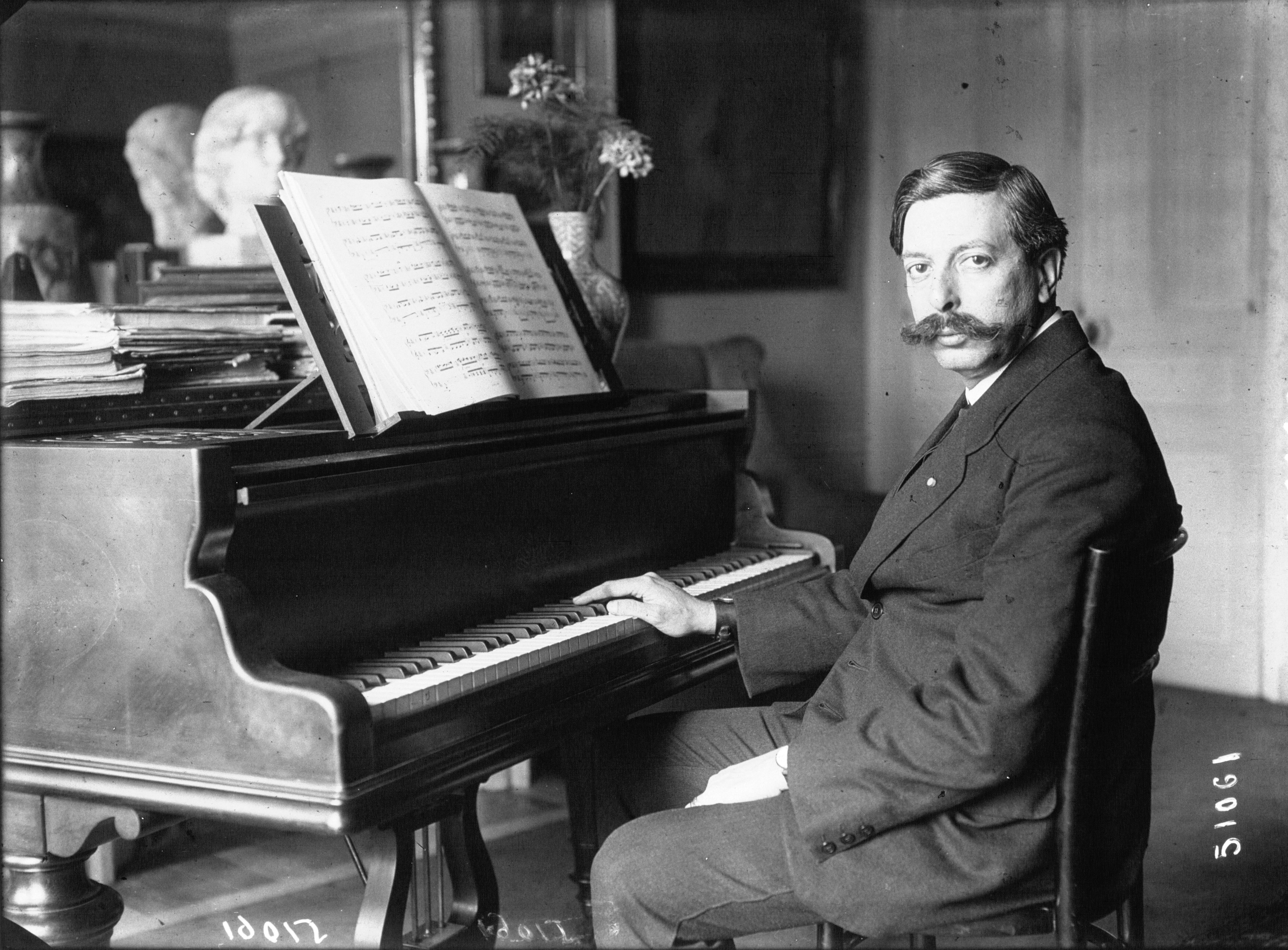
Enrique Granados w 1914

Enrique Costanzo Granados y Campiña (ur. 27 lipca 1867 w Leridzie, Katalonia, zm. 24 marca 1916) – hiszpański pianista i kompozytor, współtwórca narodowego stylu w muzyce hiszpańskiej.
Naukę gry na fortepianie zaczął u Joana Baptisty Pujola – twórcy katalońskiego stylu fortepianowego. Nauki pobierał także u Felipe Pedrella i Isaaca Albéniza. W 1887 przeprowadził się do Paryża, gdzie studiował pod okiem Charles’a de Bériota. W Paryżu wszedł w kontakt z wieloma wybitnymi kompozytorami francuskimi, zaprzyjaźnił się z Camille’em Saint-Saënsem. W 1889 powrócił do Barcelony, gdzie rozpoczął karierę wirtuoza-kompozytora. W 1892 jako pierwszy pianista w Hiszpanii wykonał koncert fortepianowy Edvarda Griega.
Był organizatorem i dyrygentem Sociedad de Conciertos Clasicos w Madrycie. W 1901 założył w Barcelonie szkołę pianistyczną swego imienia, prowadzona następnie (pod nazwą Academia Marshall) przez jego ucznia Franka Marshalla (nauczyciela Alicii de Larrochy).
Jednym z jego dzieł jest fortepianowy cykl Goyescas z 1911, który pięć lat później przerobił na operę. Jest to muzyczna wizja Hiszpanii inspirowana obrazami Francisca Goi. W 1900 Granados dokonał reorkiestracji pierwszej części Koncertu fortepianowego f-moll Fryderyka Chopina.
Enrique Granados i jego żona Amparo zginęli 24 marca 1916 na promie „Sussex”, storpedowanym podczas przeprawy przez kanał La Manche przez U-Boota SM UB-29. Kompozytor wracał wtedy z premiery opery Goyescas w Nowym Jorku.

## Utwory fortepianowe
- Danzas españolas (1892-1900, 4 zeszyty)
- Allegro de concierto
- cykl 6 Escenas romanticas
- Colleción de tonadillas escritas en estile antiquo (12 pieśni wzorowanych na śpiewach hiszpańskich z XVIII w.)
- Goyescas. Los Majos Enamorados (część pierwsza: Los Requiebros, Colloquio en la Reja, El Fandango de Candil i Quejas o la Maja y el Ruiseńor; część druga: El Amor y la Muerte i Epilogo. Serenata del Espectro)
- El Pelele. Escena Goyesca

## Opery
- Maria del Carmen (1898)
- Petrarca (1901)
- Goyescas (na podstawie cyklu fortepianowego pod tym samym tytułem)

## Utwory kameralne
- Trio fortepianowe

## Inne
- zarzuele Picarol i Follet